# جيش الدولة الأموية
جَيْشُ الدَّوْلَةِ الأُمَوِيّة هو الجَيش الذي كان يتبع الدولة الأموية، وقد تأسس بشكل رسمي في عام 41 هـ وانتهى وجوده مع انتهاء الدولة الأموية وسقوطها على يد العباسيين عام 132 هـ. وقد كان الجيش الأموي جيشاً كبيراً من أكبر الجيوش في زمانه؛ إذ حقق كثيرا من الانتصارات التي فتحت للدولة الأموية الباب لتوسيع رقعتها ونشر الإسلام في مناطق جديدة. وَيُعتبر الفتح الإسلامي للأندلس من أبرز إنجازات هذا الجيش.

## التأسيس
اعتمد الجيش الأموي في بداياته على عرب وقد كانت نواة الجيش قد تأسست فعلاً على يد معاوية بن أبي سفيان لما كان والياً على بلاد الشام في زمن دولة الخلفاء الراشدين. أدّى توسع رقعة الدولة إلى أن يستعين الجيش بأبناء تلك البلاد المفتوحة مثل البربر والفرس والترك.

## أقسام الجيش

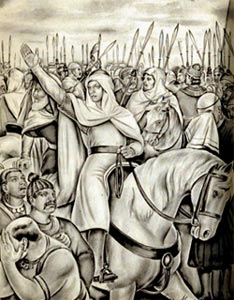
رسم تخيُّلي لمحمد بن القاسم الثقفي وجيش الدولة الأموية في السند.

- الفرسان أو الخيالة ويتميزون بسرعة الحركة والمناورة كما تتمثل مهماتهم في الهجوم والالتفاف حول العدو.
- الرجالة أو المشاة وهم الذين يقع عليه عبء الالتحام مع العدو مباشرة.
- الرماة أو النشابة وهم الذين يحملون الأقواس لرمي السهام، وهم من كانت تبدأ المعارك بهم.

وقد كان الجيش الأموي يتوزع في المعركة على خمسة أقسام هي المقدمة والميمنة والميسرة والساقة بالإضافة إلى قلب الجيش الذي يكون تحت إمرة القائد العام.

## الأسلحة
استخدم الجيش الأموي الأسلحة التي كانت منتشرة في زمنه؛ حيث يمكن تقسيم الأسلحة إلى ثلاثة أقسام، وهي:
- أسلحة القتال الخفيفة وتتمثل بالقوس والسيف والرمح وما يشبهها.
- أسلحة الوقاية والدفاع وهي مثل الدرع والخوذة والأذرع والسيقان والأكف الحديدية.
- آلات الحصار والأسلحة الثقيلة وهي المنجنيق والدبّابة وسلم الحصار.

## البحرية
نظرا لتوسع الدولة الأموية وامتداد سواحلها، عمل الخلفاء الأمويون على تدعيم البحرية، من خلال:
- صد الهجمات البحرية البيزنطية.
- إصلاح دار صناعة السفن في عكا.
- محاولة فتح القسطنطينية بحرا بالتوازي مع الحملة البرية، وفتح بعض الجزر مثل رودس.

ومع التوسع الذي شهدته الدولة، غدت الإسكندرية وتونس أهم القواعد البحرية الأموية. كما أدى فتح الأندلس إلى إطباق بحرية الجيش الأموي سيطرتها على البحر الأبيض المتوسط.

## أبرز المعارك

### آسيا الوسطى
ما أن انقضى العهد الراشدي إلا وكانت كثير من أجزاء آسيا الصغرى قد فُتِحت، ثم واصل الأمويون الفتوحات في هذه المنطقة من خلال ما عرف باسم الصوائف والشواتي. وقد استطاع الجيش الأموي خلال تلك المدة أن يُعيد أرمينيا لسلطان المسلمين كما فُتحت جزيرتا رودس وأرواد.
وبعد أن تولى معاوية بن أبي سفيان مقاليد الخلافة، وجّه عدة حملات إلى القسطنطينية كان أولها عام 49 هـ ولكن تلك الحملة لم تقتحم المدينة بسبب مناعة أسوارها آنذاك. وتكررت الحملة عام 54 هـ تحت قيادة سفيان بن عوف وكانت في تلك المرة قد اتخذت مسارين بري وبحري، ولكن الحملة لم تحقق أهدافها؛ حيث استخدم البيزنطيون النار الإغريقية لصد سفن المسلمين. وقد تكررت الحملة عام 54 هـ بقيادة مسلمة بن عبد الملك، ولكن طول الحصار وحلول الشتاء والنار الإغريقية أدت إلى أن ينسحب الجيش الأموي. وقد كانت هناك معارك أخرى مثل معركة الطوانة وغيرها.

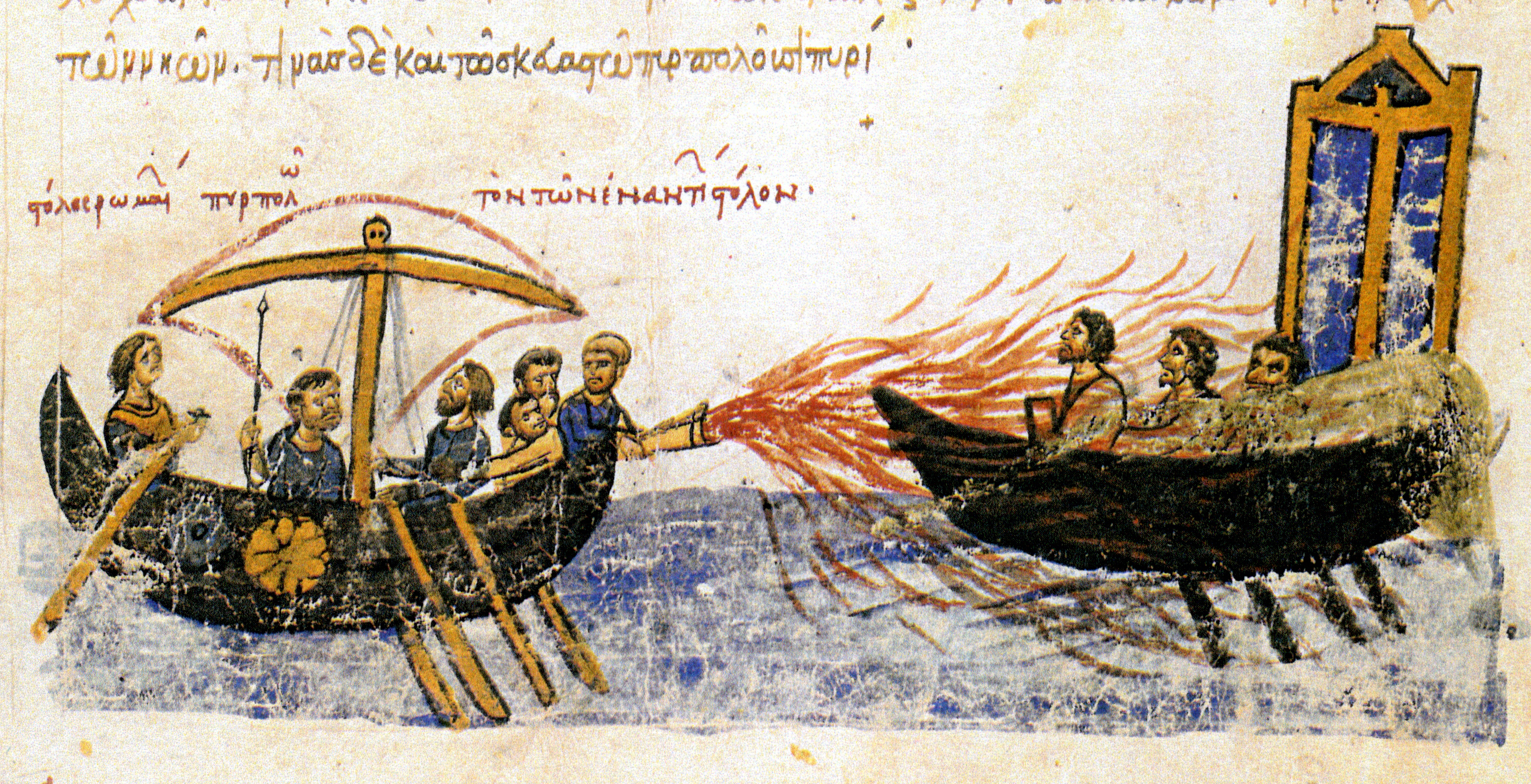
النار الإغريقية التي استخدمها البيزنطيون ضد السفن الأموية

### بلاد ما وراء النهر والسند

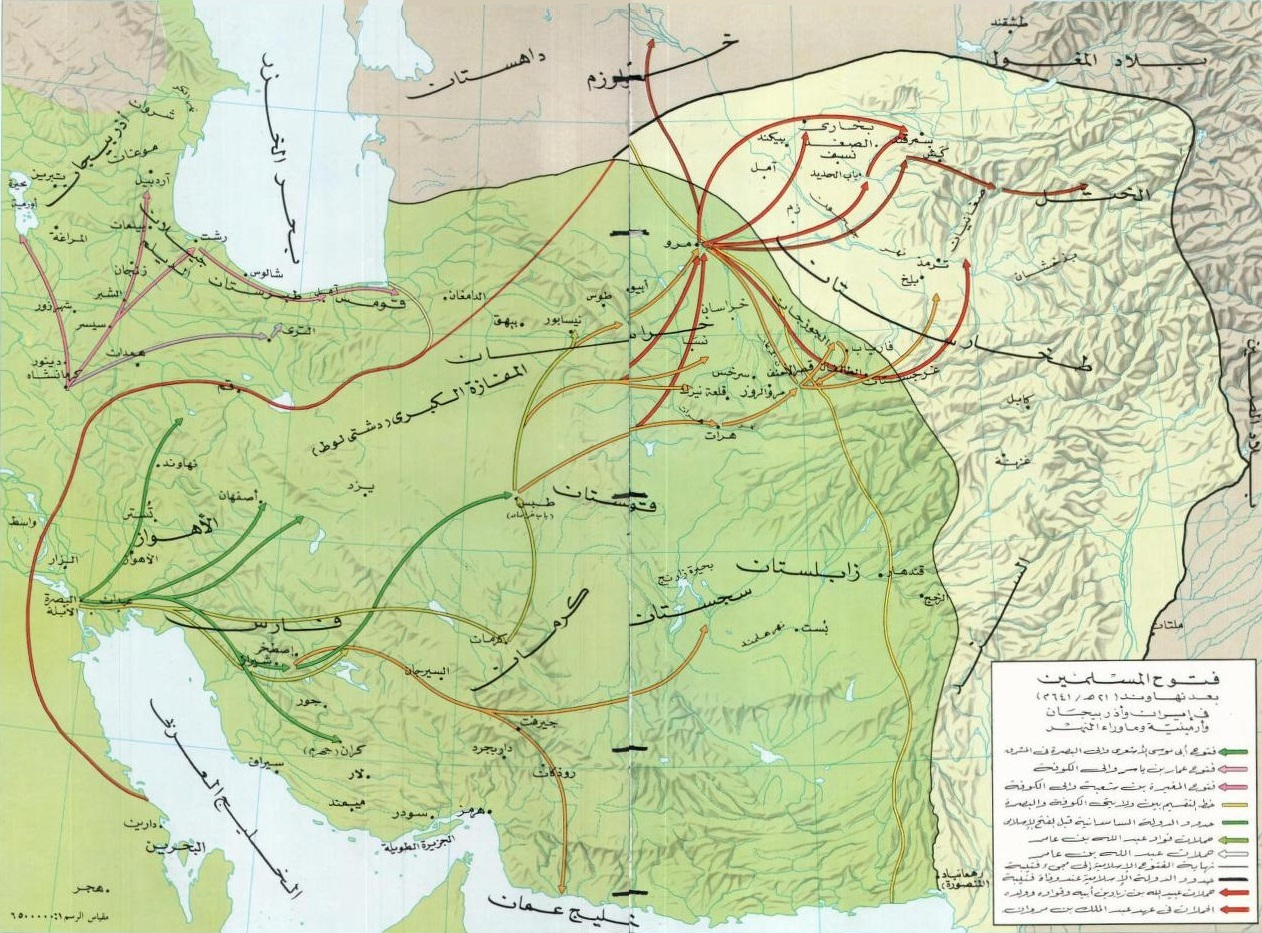
فتوحات المسلمين في ما وراء النهر.

بعد أن تولى الوليد بن عبد الملك زمام الخلافة عين قتيبة بن مسلم واليا على إقليم خراسان بين عامي 86 هـ و 96 هـ؛ فأخضع مدنا عديدة من أبرزها بخارى وسمرقند وغيرها، كما وصل إلى حدود كاشغر في تركستان الشرقية.